# 棟軍
棟軍，或作「棟」字營，清朝時期由林朝棟統領的清軍地方軍團，曾參與中法戰爭、施九緞事件等大小戰役，規模隨林朝棟屢建功勳而日漸擴充，至1895年全盛時期共有十營，為臺灣中部最具戰力的部隊。甲午戰爭後台灣因馬關條約割讓給日本，棟軍曾因林朝棟內渡後解散，但因其妹林篤順召集，又重新組織並編入其餘臺勇，成為乙未戰爭主力之一。

## 沿革

### 緣起與成軍
棟軍的歷史與林朝棟父子關係密切：1853年小刀會起事，部分成員於1854年轉而來台，滋擾北台灣沿海，最後趁勢攻佔雞籠（今基隆市）。北路協副將曾玉明徵召林文察協助北台灣客家人及清軍，此為台灣客家義軍與林文察、林朝棟父子的首次合作。另一方面，客家義勇軍小型地方團練的「禮」字營，隨李惟義出征及「招降」太平天國和捻軍。在太平天國滅亡後，士兵解甲歸田。
另一方面，1870年霧峰林家家長林文明被凌定國斬殺於廳堂前，因而導致林家展開15年的訴訟，期間林朝棟曾前往北京控訴，並常居於此，因此捐了個兵部郎中的官位，成為具備道員身分的準官員。1882年林朝棟返回台灣，1884年中法戰爭爆發，福建巡撫岑毓英來台灣巡視，並興建台中府城（今台中市），而林朝棟自備材料人力協助建城，且施工十分有效率，因而被岑毓英推薦給新任巡撫劉銘傳。
不久法國海軍將領孤拔率領遠東艦隊攻打台灣北部，林朝棟奉臺灣兵備道劉璈之命，徵召客家義勇軍「禮」字營500人部隊北上馳援，此即為棟軍之始。戰爭期間，林朝棟率「禮」字營駐守台北山區，在第一次月眉山之役與第二次月眉山之役表現傑出，不但多次擊退來襲法軍，並成功掩護潰敗清軍撤退至暖暖，防止法軍進一步攻勢。因此戰後全台三十多營鄉勇僅林朝棟與張李成兩營未被裁撤。其中林朝棟因受劉銘傳賞識，手下部隊也獲得進一步擴充的機會。

### 持續發展
棟軍初以「禮」字營為名，進攻武榮社時林朝棟旗下部隊已擴編為兩營，總兵力1000人。1886年時已有「棟」字營的稱號，並分為正營和副營。這段期間林朝棟駐紮在罩蘭庄（今苗栗縣卓蘭鎮），負責台灣中路撫番工作，因此棟軍也以此為根據地，進行多次入侵就撫台灣原住民的軍事行動。同年底，臺灣巡撫劉銘傳調整撫墾編制，設立中路與南路營務處，林朝棟負責「棟」字營擴編為三營。
1888年施九緞事件爆發，林朝棟率領1800人前往彰化城救援，其中800人為新募鄉勇，應屬於民團，並有前營與後營兩個新營的編制，但事件結束後可能被解散。1890年隨林朝棟前去興建臺北城城牆。之後因應撫墾事業的需要，棟軍規模快速擴充，至1892年胡傳巡閱全台軍隊時，已有十營之多，為臺灣中部規模最大的軍團，其中大多數駐紮在山區堡壘中，以防原住民突然襲擊部隊。
1894年年底甲午戰爭期間，台灣巡撫邵友濂為防範日軍攻台，命林朝棟率領四營棟軍駐守獅球嶺砲臺，但隔年唐景崧接任巡撫，以同鄉徵召來的廣勇代替林朝棟率領部隊，棟軍隨林朝棟返回中部。不久馬關條約中清朝將福建台灣省割給日本，在全台士紳支持下台灣民主國成立。
林朝棟先送妻兒至廈門安頓，準備在無後顧之憂下率軍迎戰日軍，然而返台時日軍已攻入桃仔園（今桃園市），民主國總統唐景崧倉皇逃走，臺北城失守。林朝棟見狀感到大勢已去，遂將銀餉發給全軍將士，然後獨自一人渡船前往廈門。至此，棟軍正式解散，只有少部份編入其餘抗日台勇。

## 編制

### 軍隊架構
棟軍編制規模隨林朝棟屢建功勳而不斷擴充，最初僅有一營，但不久即擴充為兩營（正營和副營），到了1886年已擴充為三營，1888年時又再度擴充，但之後可能有所增減。

### 士兵、裝備
根據中法戰爭時的招募標準，棟軍的士兵必須符合「不吸洋菸、年力精壯」的條件。根據胡傳的紀錄，棟軍中四個練營的士兵較為強壯，而隘勇營的士兵較瘦弱。由於棟軍以維持隘務為主要任務，因此平時化整為零，駐紮在各堡壘中。這些堡壘分散在數十公里寬的廣大山區裡，每個堡壘的人數不定，少則兩三人，多則十多人。
裝備上，棟軍絕大多數的士兵配備前膛槍，僅有極少數的後膛槍槍枝。每個營中都配有修理槍械的工匠，但手藝並不高明，因此多數槍枝都有老舊損壞的問題，有時槍枝壞掉無法打靶演練，士兵甚至會有交換槍枝的情形，不過大體上棟軍各營的武器槍械充足，沒有裝備匱乏的情形，且經常保持操練，足以面對原住民突襲等實戰，加上林朝棟善用兵法，故戰力仍在全台各軍的水準之上。

## 影響
棟軍成軍雖然只有十年，但在多次戰役中均有不錯的表現。如中法戰爭時，曾與法軍多次交手，多次擊退法軍來犯，並在第二次月眉山之役中為唯一未被擊潰的清軍部隊，成功掩護清軍主力撤退回暖暖；而在施九緞事件中，彰化城內數十名棟軍面對數千名民眾圍城，仍堅守多日，並與林朝棟率領的棟軍主力裡外夾擊，解除城圍，成為平定事件的主要戰力。另外，大約十年的山區防務工作，棟軍成功擊潰、撫平多數臺灣原住民的戰事，也使臺灣中部往山區的開發大有進展，樟腦外銷產業得以持續發展，成為清治時期末期臺灣主要經濟支柱之一。
乙未戰爭期間，棟軍被迫解散投入。如果林朝棟未內渡，而是親自領導棟軍抗日，也許會讓戰局會對臺灣民主國更加有利。甚至如果唐景崧未以廣勇代替棟軍，臺北城應不至於如此輕易的落入日軍手中。